# Copa América de Voleibol
Copa América de Voleibol é uma competição continental de voleibol. Inicialmente disputada apenas por equipes masculinas, foi organizada pela Confederação Sul-Americana de Voleibol (CSV) e pela Confederação da América do Norte, Central e Caribe de Voleibol (NORCECA) conjuntamente. Teve sua primeira edição realizada em Mar del Plata, na Argentina, em 1998, e a última disputada em Cuiabá, no Brasil, em 2008. Nesses primeiros anos o torneio possuía uma fase de grupos com pontos corridos e uma fase final, onde as quatro equipes bem colocadas de cada grupo disputavam a semifinal, com as vencedoras indo para a grande final e as perdedoras para a disputa do bronze.

## História

### Primeira fase (1998–2008)
A primeira edição do campeonato aconteceu em 1998 na Argentina, com a primeira fase acontecendo paralelamente nas cidades de Catamarca, Tucumã e Salta e a fase final em Mar del Plata. A seleção brasileira faturou o seu primeiro título ao vencer a argentina na decisão. Naquela edição, participaram também Canadá, Cuba, Estados Unidos e Venezuela. As seis equipes seriam fixas até 2005. Com o sucesso do torneio, a segunda edição foi enviada para os Estados Unidos, onde as cidades de São Petersburgo e Tampa receberam paralelamente o campeonato, mas com a primeira recebendo apenas a segunda etapa da fase de classificação.
A partir de 2000, o torneio passou a se concentrar em uma única cidade, com São Bernardo do Campo estreando a novidade. Entre 2002 e 2004, a competição não foi realizada, retornando apenas em 2005, quando houve a tentativa de se adotar um sistema bianual, semelhante ao Campeonato Sul-Americano de Voleibol. Na retomada em 2005, aconteceu uma reformulação no campeonato, com as seis equipes sendo divididas em dois grupos de três na primeira fase, onde as duas primeiras são classificadas para a fase final. Em 2007, a Venezuela foi substituída pela República Dominicana na competição e foi incluso também a disputa pelo quinto lugar, para as equipes que não avançarem para a fase final. Em 2008, o Canadá foi substituído pelo México, assim como teve o retorno da Venezuela e a saída da República Dominicana.

### Segunda fase (2025–presente)
Dezessete anos após a última edição, o torneio voltou a ser realizado, agora apenas com a chancela da CSV e com a adição do torneio feminino. Em seu novo formato, a competição passou a ser por pontos corridos no modelo de todos contra todos e acontecendo anualmente. O retorno foi anunciado no dia 14 de julho de 2024 durante a durante a 76.ª convenção ordinária da CSV em Belo Horizonte e programado para acontecer paralelamente com a Liga das Nações masculina e feminina.

## Quadro de medalhas

### Masculino
| Ordem | País           | Medalha de ouro | Medalha de prata | Medalha de bronze |   |
| ----- | -------------- | --------------- | ---------------- | ----------------- | - |
| 1     | Brasil         | 4               | 4                | 0                 | 8 |
| 2     | Cuba           | 2               | 1                | 3                 | 6 |
| 3     | Estados Unidos | 2               | 1                | 1                 | 4 |
| 4     | Argentina      | 0               | 2                | 2                 | 4 |
| 5     | Venezuela      | 0               | 0                | 2                 | 2 |

### Feminino
| Ordem | País      | Medalha de ouro | Medalha de prata | Medalha de bronze |   |
| ----- | --------- | --------------- | ---------------- | ----------------- | - |
| 1     | Argentina | 1               | 0                | 0                 | 1 |
| 2     | Peru      | 0               | 1                | 0                 | 1 |
| 3     | Brasil    | 0               | 0                | 1                 | 1 |

### Geral
| Ordem | País           | Medalha de ouro | Medalha de prata | Medalha de bronze |   |
| ----- | -------------- | --------------- | ---------------- | ----------------- | - |
| 1     | Brasil         | 4               | 4                | 1                 | 9 |
| 2     | Cuba           | 2               | 1                | 3                 | 6 |
| 3     | Estados Unidos | 2               | 1                | 1                 | 4 |
| 4     | Argentina      | 1               | 2                | 2                 | 5 |
| 5     | Peru           | 0               | 1                | 0                 | 1 |
| 6     | Venezuela      | 0               | 0                | 2                 | 2 |